# 汉口京广附属铁路
汉口京广附属铁路，即京广附属线，或称京汉铁路汉口市区段、京广铁路汉口市区段，是曾位于武汉市的一条铁路。线路全长14.6千米（丹水池站至汉水桥线路所），曾为京广铁路的一部分，后变为京广铁路的附属线路，线路代码0432。1992年后除丹水池站至江岸站南头一段外，皆为单线非电气化铁路。全线穿过汉口市区中心，首尾与京广正线相接。

## 概述
京广附属铁路始于丹水池站，终点站为汉水桥线路所。1990年时有车站4座：玉带门站、汉口站（大智门）、江岸站、丹水池站。乘降所3座：麟趾路、展览馆、利济路。线路所1座：汉水桥线路所。
该线路的历史可追溯至京汉铁路汉口段，其于1903年开通营运，随着长江大桥落成而成为京广正线的一部分。1978年正线外移至汉口迂回线，该区间成为京广附属线。由于线路全线穿过了汉口闹市区，随着城市的发展，这条线路阻碍了城市交通，因此自50年代开始武汉市就有意拆除这条线路。1991年汉口站外迁至金家墩，尔后该线路逐渐衰落。汉水桥所至江岸站区间于1996年11月30日晚18时停止营运。江岸站至丹水池站区间于2021年停止营运。
在京广附属线长达123年的历史中，围绕着这段线路，曾发生过阳夏保卫战、二七大罢工、武汉会战等历史事件。

## 历史

### 计划与初建
1897年，京汉铁路汉口段（滠口—玉带门）开工。建设工作在通济门与刘家庙间启动。
线路原计划从孝感站直接南下，在汉口西北部进入汉口，经过玉带门、循礼门和大智门，并在刘家庙的长江江岸边设置终点站（即江岸站）。后规划变动，孝感站下行线路改行与如今京广铁路走向相同的祁家湾—横店—滠口一线，并在丹水池进入汉口。终点不变，仍为江岸站。
但是比利时施工方在建设过程中意识到，江岸站位于汉口东北部的刘家庙，若将其设为终点站，距离华埠及租界皆较远，客货交通颇为不便。为方便交通，便在宗关选定一地建造车站，此即为玉带门站。后为方便联络玉带门及江岸两座车站，又选定在靠近法租界的大智门附近修建旅客乘降车站（Passenger Station），此即是日后的大智门站。
1898年，位于刘家庙及玉带门的车站修建完成，当时称“汉口江岸站”与“汉口玉带门站”。1901年11月，在江岸刘家庙建成了一座简陋厂房，称“京汉铁路江岸机厂”，但实际上该厂房并未投入生产。1902年6月，位于大智门的车站落成，称“汉口大智门站”。1903年6月，玉带门至滠口段投入运营，这也是京汉铁路汉口市区段营业的开端。1904年，江岸机厂正式投入生产，此即是日后的江岸车辆厂（中车长江车辆前身）。
1906年4月1日，京汉铁路全通，当日，在汉口大智门站举行了通车典礼。该段线路由京汉铁路南段行车总监所辖，当时将江岸站、大智门站定为头等站，玉带门站定为二等站。1909年，清政府收回京汉铁路路权。

### 阳夏保卫战与二七大罢工
1911年10月10日，武昌起义爆发。13日至27日，该段线路作为阳夏战争交战的中心，几度易手。但最终仍被北洋军攻下，直至清帝逊位、中华民国成立迄，革命军再未占领这段铁路。
阳夏战争后，大智门站受损严重，初代站舍拆除，直到1914年才重新修复。中华民国成立后，民国政府接管这段铁路。1914年，在玉带门站附近，川汉铁路开工，计划将玉带门站作为川汉铁路端点站。1916年，循礼门站在玉带门及大智门之间的歆生路（今江汉路）道口处车站落成，此即为汉口循礼门站。线路内站场格局就此形成。由于在汉口境内的四座车站都可以冠“汉口”前缀，因此这四座车站统称“汉口四站”。与此同时，作为南端编组站运用的江岸站，其附近设立或修建了诸如江岸机务段、江岸工务段、江岸材料厂、江岸枕木厂等机构组织，铁路配套设施日趋完善。
1921年5月，中国劳动组合书记部派项英到江岸站。
1923年2月4日，京汉铁路工人大罢工正式拉开帷幕。
2月7日，军警将林祥谦绑在江岸站站台电线杆上，逼迫其下达复工命令。在拒绝下达复工命令后，林祥谦被军警绞杀，最后枭首。

### 轮渡开辟与日占时期
1918年11月，平汉铁路局拟定了该线路上的江岸站和徐家棚站作为轮渡连接的车站，轮渡的运营则由平汉铁路局管理。1921年1月10日，轮渡船票正式对外发售。1937年3月10日，武汉铁路轮渡开始运营，长江北岸的江岸站与长江南岸的粤汉铁路武昌车站（现武昌北站）交界，办理车辆渡征和局间交接直至1959年武汉长江大桥通车。
七七事变后，平汉铁路北端的机车设备转移到了汉口。1938年10月，日军进攻武汉，25日，日军自滠口出发，沿平汉铁路进攻汉口，炸毁了谌家矶外朱家河上的京汉线二道河铁桥。当日晚，日军突破了丹水池的堤角地带。26日中午，日军先后占领江岸车站及大智门车站，并在两座车站的站房升起日章旗，大智门站内雨棚和机车设备受损。当日晚，日军占领汉口全境。战争结束后，沿线给水设施、行车信号损坏大半，铁路轮渡停航，南北铁路运输瘫痪。
日占期间，该区间由华北交通株式会社运营。由于在武汉会战前，国民政府几乎撤走了汉口地带几乎所有的机车设备，日军不得已从满铁乃至日本铁道省抽调机器设备及人员维持生产营运。正常的设备运行直到战争结束后的1946年才得以基本恢复。1945年8月，日本投降，国民政府接管线路。1946年，交平汉区铁路管理局。
1947年4月7日，重建玉带门车站。8月，循礼门站改为客运站。10月，依平汉局令，汉口四站再冠以“汉口”字样。1947年8月，鲍鼎主持编制了《武汉三镇土地使用与交通系统计划纲要》，首次提出了铁路联网以及外移平汉线的主张。
1948年，循礼门站归属大智门站管辖。

### 武汉枢纽建设期
1949年，解放军逼近汉口，国民政府交通部本想依靠轮渡将物资撤离至对岸，但江岸站工人自发拆除了车站通往轮渡的道岔，物资皆由解放军接收。解放军接管江岸站后，由江岸机务段及车站工人带领，乘坐轨道车沿该线路进入市区，终到大智门站进行接管。
1950年，循礼门站开办货运业务。同年，依郑州铁道管理局令，正式合并循礼门站与大智门站为“汉口车站”，原大智门场称汉口车站客场，原循礼门场称汉口车站循礼门货场；正式命名江岸站为“江岸车站”，玉带门站为“玉带门车站”。1951年，定汉口站为一等站，江岸站为一等站。该区间三站四场的格局就此定着。
1952年铁道部筹备武汉长江大桥的建设工作时，原计划从江岸站南端引出新线。但经鲍鼎与铁道部反复磋商，最终在武汉铁路枢纽的总体设计规划中，决定在江岸站以北增设丹水池站，从丹水池引出新线（即汉口迂回线，现京广正线），并扩建江岸站（即江岸站新场，后江岸西编组站）。1954年，在玉带门站附近修建阮家台、皇经堂、仁寿路三座货场。
1954年11月25日汉水铁路桥其中一侧线路（今京广下行线一侧）建成，并于12月28日通车。
1955年，作为武汉长江大桥的配套工程，修成了“京汉铁路大桥联络线”。该线路起于玉带门站，先是经过一段弯道与汉江垂直，然后借由汉水铁路桥跨过汉江，再又折向东通过新设立的汉阳站，终到长江大桥汉阳桥头。与此同时，为绕开汉口市区，在汉阳站与规划的丹水池站间，也有经由江岸站新场（后划出江岸站建制成立单独的江岸西站）与汉西站的“汉口迂回线”投入建设。
1956年，循礼门西南侧的中苏友好宫建成，为方便苏联展览品的运输与展览，在友好宫临铁路一侧增设一条展览馆专线（或称中苏友好铁路），道岔由货场管理。该专用线旋即在1959年中苏交恶后拆除。
1957年，丹水池站投入运用。10月15日，武汉长江大桥通车，京汉铁路和粤汉铁路两条铁路接轨，并改名为京广铁路。原大桥联络线设为京广正线。11月，位于江岸站的江岸货场投入运营。同年，大智门北端的三阳路支线停用。
1957年12月，在汉水铁路桥另一侧（今京广上行线一侧）的桥梁完工，供汉口迂回线行进。1958年，汉口迂回线完工。10月15日，江岸站与武昌北站间铁路轮渡停航。1972年1月，作为武汉铁路枢纽二期工程，全长15.457km的汉口迂回线复线通车，设立汉水桥线路所。本区间各站场所格局就此完备。1973年，新江岸站上行、下行场划出江岸站建制并新成立江岸西站。
1978年，正线外移至汉口迂回线，本区间改称“京广附属线”。因是不完全独立的附属线路，故线路上三座车站仍旧使用京广铁路里程。
1983年，由于客运列车编组扩大，汉口站客场（大智门）进行了扩建。当年4月，江岸站初代站舍建筑被公布为武汉市文保单位。
1990年时，汉口站为一等甲级站，江岸站为一等站，玉带门站为三等站。

### 客运外迁及线路衰落
本线穿过了汉口一侧的闹市区，截断了中山大道和解放大道两条主干道，因此从50年代开始，武汉市的规划部门就考虑将其迁移出市区。早在1959年《武汉市城市建设规划》的“对外交通运输规划”一项中，为了减少对沿线居民的干扰，这一区间被设计为只通行客运列车，并在远期考虑拆除或改建为地下铁路或下沉式铁路（即两侧较高的路面“夹着”中间较低的铁路）。1982年《武汉市城市总体规划》中，“对外交通运输规划”一项明确了将“拆除汉口旧城内京广铁路旧线”。1988年《武汉市城市总体规划修订方案》中，对外交通设施规划提及“改建汉口市内京广旧线作轻轨交通使用”。
1991年9月30日0:11，1次特快旅客列车（今Z1次）通过线路，此亦是最后一列通过线路的非通勤旅客列车。10月1日，位于金家墩的新汉口站落成，汉口站搬迁，旧汉口客场改为汉口乘降所，循礼门货场复设为循礼门车站，定为四等站，正式拉开了京广附属线衰落的帷幕。
1993年1月15日11:58，江岸站电化改造工程完工，接触网通电。
1996年7月2日，本区间和线上3个车站的处置权正式由铁路部门出售给武汉市人民政府。1996年11月30日晚18时，汉水桥线路所到江岸区间的线路即京广附属线K1188+663至K1197+855段停止营运并封闭，江岸站成为尽头式车站。是时，该区间仅剩江岸站与丹水池站间的一段线路仍在使用，尔后该线路又称江岸线。

### 线路拆除
2000年12月23日，武汉轨道交通1号线一期工程（黄浦路至宗关）在原线址开工建设。在黄浦路站北头，建设有一条轨道交通联络线与江岸站南牵出线相联络，首批车辆皆是经由江岸站及此条南牵出线交付武汉地铁集团。
2010年7月，江岸货场关闭。武汉铁路局将江岸站站舍向北迁移1.8公里，迁至徐州新村、原老江岸车辆厂内，由新成立的武汉北直属站管辖；机务段则迁至武汉北站，但江岸机务段的名称仍继续沿用。10月9日，在旧江岸站北场重建的江岸站新场正式运营。
2019年底，江岸站新场计划拆除，但受2019冠状病毒病疫情爆发影响，此项工程被推迟。
2021年3月29日，江岸站废止。4月7日，江岸线与今京广铁路新线接驳处正式断开，这也标志着拥有123年历史的原京广附属线区间就此彻底退出历史舞台。

## 站场施设

### 客运
- 丹水池站，位于武汉市江岸区冯家墩。1985年时发售短途客票[20]。
- 江岸站，位于武汉市江岸区头道街。1985年时发售短途客票[20]。
- 汉口站客场，位于武汉市江岸区车站路。1985年时发售全国各站客票[20]。
- 玉带门站，位于武汉市硚口区站邻路。1985年时发售市郊客票[20]。

### 停靠点一览
| 停靠点     | 丹水池    | 江岸        | 麟趾路   | 汉口        | 循礼门      | 友好宫   | 利济路   | 玉带门      |
| ---------- | --------- | ----------- | -------- | ----------- | ----------- | -------- | -------- | ----------- |
| 1937年里程 | （无）    | K1203+844.2 |          | K1207+676.7 | K1209+150.6 |          |          | K1212+558.1 |
| 1970年里程 | K1183+223 | K1186+980   | (乘降所) | K1190+450   | K1192+062   | (乘降所) | (乘降所) | K1195+167   |

### 车站站场变迁
| 京广附属线经由车站变迁一览 |            |            |            |            |        |              |        |            |        |           |
| 年                         | 1898       | 1902       | 1932/1916  | 1948       | 1950   | 1957         | 1972   | 1991       | 1996   | 2010-2021 |
| 车 站 名                   |            |            |            |            |        | 丹水池       | 丹水池 | 丹水池     | 丹水池 | 丹水池    |
| 车 站 名                   | 汉口江岸   | 汉口江岸   | 汉口江岸   | 汉口江岸   | 江岸   | 江岸         | 江岸   | 江岸       | 江岸   | 江岸      |
| 车 站 名                   |            | 汉口大智门 | 汉口大智门 | 汉口大智门 | 汉口   | 汉口         | 汉口   | 汉口乘降所 |        |           |
| 车 站 名                   |            |            | 汉口循礼门 | 汉口循礼门 | 汉口   | 汉口         | 汉口   | 循礼门     |        |           |
| 车 站 名                   | 汉口玉带门 | 汉口玉带门 | 汉口玉带门 | 汉口玉带门 | 玉带门 | 玉带门       | 玉带门 | 玉带门     |        |           |
| 车 站 名                   |            |            |            |            |        | 汉水桥线路所 |        |            |        |           |

## 线路情况

### 线路施设
| 1975年京广附属线沿线桥涵道口情况一览 |              |                              |
| 交汇道路名                           | 桥涵道口     | 备注                         |
| 黄浦路                               | 道口         |                              |
| 永清街                               | 线路桥梁     |                              |
| 解放公园路                           | 道口         |                              |
| 麟趾路                               | 道口         |                              |
| 三阳路                               | 道口         |                              |
| 大智路                               | 道口         |                              |
| 黄石路                               | 道口         |                              |
| 江汉路                               | 道口         |                              |
| 单洞路                               | 道路下穿涵洞 | 即单洞门（下单洞门）         |
| 前进一路                             | 道口         |                              |
| 双洞正街                             | 线路桥梁     | 初为两孔涵洞，即双洞门       |
| 滑坡路（老由义路）                   | 道口         | 今武商路位置                 |
| 利济路                               | 线路桥梁     | 原为道路下穿涵洞，即上单洞门 |
| 崇仁路                               | 道口         |                              |
| 硚口路                               | 道口         |                              |
| 解放大道                             | 线路桥梁     | 横跨两次故有两座             |

### 支线情况
| 京广附属线沿线支线情况一览 |          |                  |              |          |
| 线路                       | 接续站场 | 位置             | 启用日期     | 废止日期 |
| 江岸站诸段管线             | 江岸     | 江岸站站区内     | 见江岸站词条 | 2010     |
| （日租界北沿支线）         | 江岸     | 日租界北沿       |              |          |
| （麟趾路北支线）           | 大智门   | 麟趾路以北       |              |          |
| 三阳路支线（德租界支线）   | 大智门   | 三阳路           | 1906         | 1957     |
| 法租界支线                 | 大智门   | 大智门站舍东北   | 1906         | 1957     |
| 怡和支线                   | 大智门   | 大智路道口以南   |              | 1957     |
| 英租界支线                 | 循礼门   | 今崇善路         | 1916         | 三十年代 |
| 展览馆支线                 | 循礼门   | 展览馆背后正线边 | 1957         | 1959     |
| 皇经堂货场支线             | 玉带门   | 玉带门西南汉江边 | 1954         | 1996     |
| 仁寿路货场支线             | 玉带门   | 紧贴京广正线弯道 | 1954         | 1996     |
| 阮家台货场支线             | 玉带门   | 今京广正线边     | 1954         | 1996     |

## 事故
- 1957年2月4日21时20分，汉口至北京64次旅客直达快车停靠于汉口车站时，列车北端第六位硬座车内一商贩非法携带的大量发令纸发生摩擦起火，随后火势蔓延至第五位硬座车。武汉市消防队接警后迅速将火扑灭。事故造成旅客被浓烟熏呛窒息死亡30人、重伤4人、轻伤5人[12]。
- 1975年6月27日14时37分，当时3210次列车准备接近汉口车站，该站南头扳道员接到准备列车进路的命令后，当即通知负责位于站场南头球场路-大智路道口的道口工。接到通知时两名道口员正在扳道房与一卖麝香者讲价，之后亦并未上岗。待扳道员再度通知时，两人仍在与商贩谈价，而此时列车已临近道口鸣笛。因未放下栏木，武汉7路公交自西向东驶入轨面。尽管司机迅速执行非常制动，但距离太近未能刹停，遂发生事故。事故中当场死亡8人，经抢救无效死亡8人，重伤23人。机车小破，道岔、扳道房和站场部分围墙被撞毁。正线遮断1小时37分[12]。
- 1991年12月27日，在玉带门硚口路道口发生武汉101路公交与火车相撞事故，造成乘客死亡11人，伤89人[37]。
- 2004年05月14日晚7时，因黄浦路道口杆未放下，一辆武汉721路公交驶入道口。但在公交车开进道口之时，突然从江岸南场方向开来了火车，道口杆放下后汽车无法动弹。危急时刻司机果断开车冲开护栏，救下了车上近50名乘客，避免了事故发生[38]。
- 2004年12月13日深夜，武汉市政总公司基础吊装工程公司的一辆平板卡车行至武汉长江二桥下的黄浦路铁路道口时，货车突发故障将有两股铁轨的道口拦住。与此同时，一列火车正从江岸南场方向驶来。道口两名女值班员武翠珍、许冬莲立即取出示警火炬拦停火车，避免了事故发生[39]。

## 线路遗存
1996年后，永清街至汉水桥之间的线路拆除。原硚口路至永清街区间改建为京汉大道，2010至2021年间，江岸站逐渐缩筑并拆除，原地块变为武汉滨江商务区。

### 地名遗存
当地的长者曾认为本线是一条分界线，“铁路内”（即本线以南地区）是汉口市区，“铁路外”是贫困人士的居住区。另外，作为汉口城垣城门的大智、循礼、玉带三门，其所在原在中山大道一线，但由于京汉铁路以这三座城门冠车站之名，这三座城门所指代的地理区域在今日外移至京汉大道一线（诸如武汉轨道交通1号线循礼门站）。
- 京汉大道，东起黄浦大街，西止于沿河大道，是武汉市的一条道路。全长7.72公里，1997年7月15日开工。由部分京广附属线改建而成，名称来自京广附属线的前身京汉铁路[41][42]。
- 京汉街，是位于江岸区的一条道路。名称来自京广附属线的前身京汉铁路。
- 车站路，是位于江岸区的一条道路。名称来自位于道路起点的大智门站（车站路1号）[6]。
- 车站街道，是江岸区下辖的一个街道办事处。名称同样来自于大智门车站。
- 单洞社区，是由江汉区新华街道管辖的社区。名称来自曾经在循礼门西南下穿铁路的单孔涵洞“单洞门（下单洞门）”[35][36]。
- 单洞路，是位于江汉区的一条道路。名称来自单洞门，该道路原位于涵洞以北[35]。
- 双洞正街，是位于江汉区的一条道路。名称来自曾经在循礼门西南下穿铁路的双孔涵洞（后改为铁桥）“双洞门”，该道路原位于涵洞以北[35]。
- 站邻路，是位于硚口区的一条道路，在崇仁路附近。名称来自原来在这条路边的玉带门站（站邻路42号）[6][43][40]。
- 顺道街，位于硚口区东部，因为沿着本铁道线修建而得名[40]。

#### 江岸站相关
- 江岸区，是位于汉口的一个行政区划。因为辖区内江岸车站附近发生了二七大罢工，为纪念二七大罢工，便以车站名“江岸”为区名[44]。
- 转车楼社区，是曾位于江岸区新村街道的一个社区，名称来源于江岸机务段的转车台以及附属建筑，现已撤销[45]。
- 江码社区，是位于江岸区二七街道的一个社区，名称来源于江岸站的江岸码头（武汉港江岸作业区）[40][45]。
- 江码桥，是曾位于江岸站南场的一座跨线天桥，名称来源于江岸站的江岸码头（武汉港江岸作业区），现已拆除[40][45]。

#### “滑坡”相关
京汉铁路在汉口修建时，为了避免水患威胁，铁轨被铺设在6到8米高的路基上，而路基到地面的斜坡就被俗称为“滑坡”。
- 滑坡路位于武汉广场西侧，原先是穿梭在池塘之间的一条泥土小路，在京汉铁路建成后，道路被隔断，行人需要爬上再走下“滑坡”才能继续前行，因此这条小路得名“滑坡路”。现在滑坡路已更名为武商路。[40]
- 汉口辅仁小学，位于江汉区，原名“滑坡路小学”，因位于滑坡路而得名。另按照类似的命名逻辑，江岸区永清街一带曾经有一所校名类似的“滑坡街小学”。[40]
- 江岸区永清街道有滑坡前街和滑坡后街，其中滑坡前街与京汉铁路同时修建，滑坡后街建成于1930年代[40]。
- 上滑社区，是江岸区二七街道的一个社区，名称来源于上条的上滑坡[40][46]。

### 施设遗存
截至2023年，在原线路周边，还存在着一些原线路施设如下。
- 在阮家台铁路社区附近，仍然保留着阮家台货场走行线的路基[47]。
- 在地铁循礼门站附近，有循礼门火车站站房（虽然拆除时承诺会原材料复建，但事实上仅使用了部分材料）[48][49]。
- 在地铁大智路站附近，有大智门站站房，为全国文物保护单位。
- 自黄浦路以北到1号线跨线大桥下，有砌筑的线路路基遗迹，还有残留的江岸站小南区货物站台遗迹。
- 在今扶轮路边，有重新修复的初代江岸站站房（林祥谦就义处）及所谓“月台公园”，为武汉市文物保护单位。
- 在今徐州新村北部，仍有遗弃的江岸西联络线轨道设施。

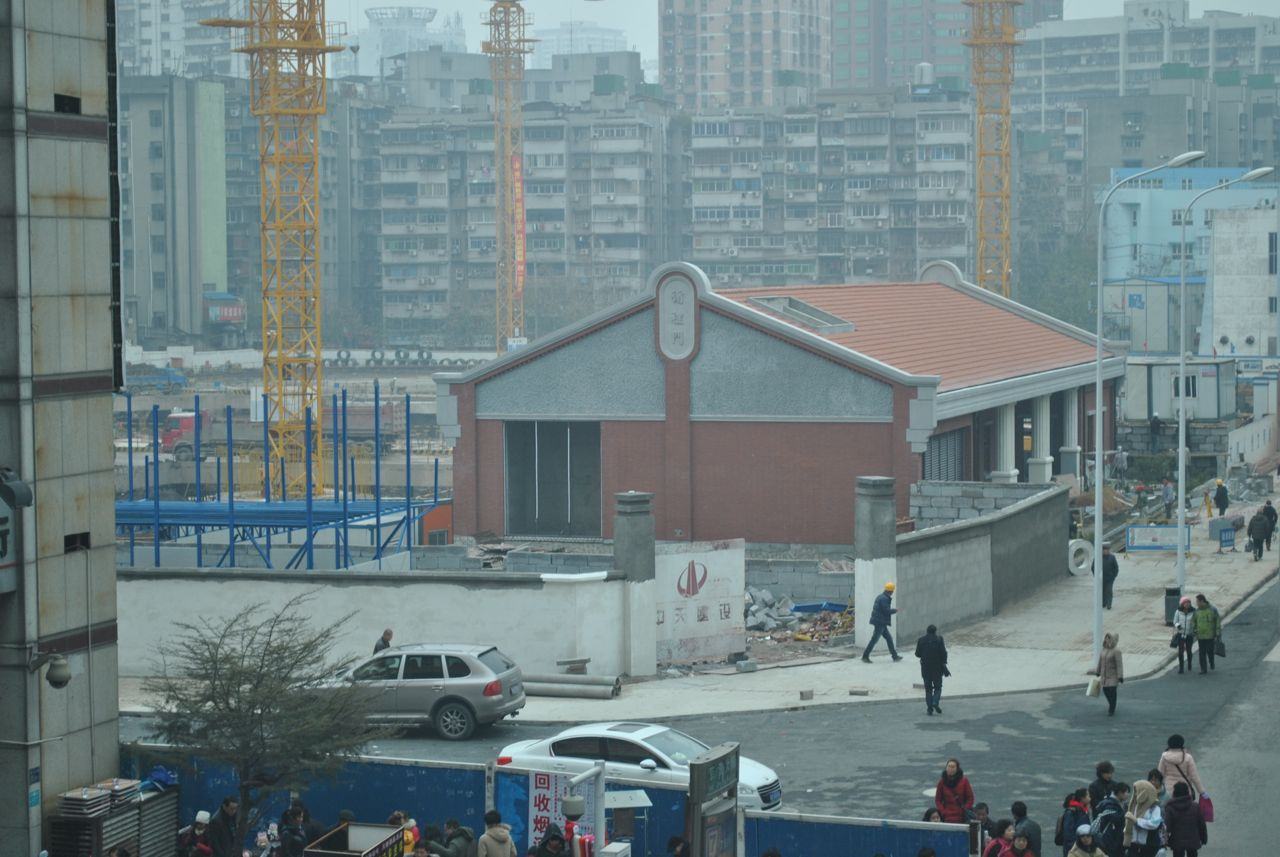
重建后作为地铁站出入口使用的循礼门站站舍
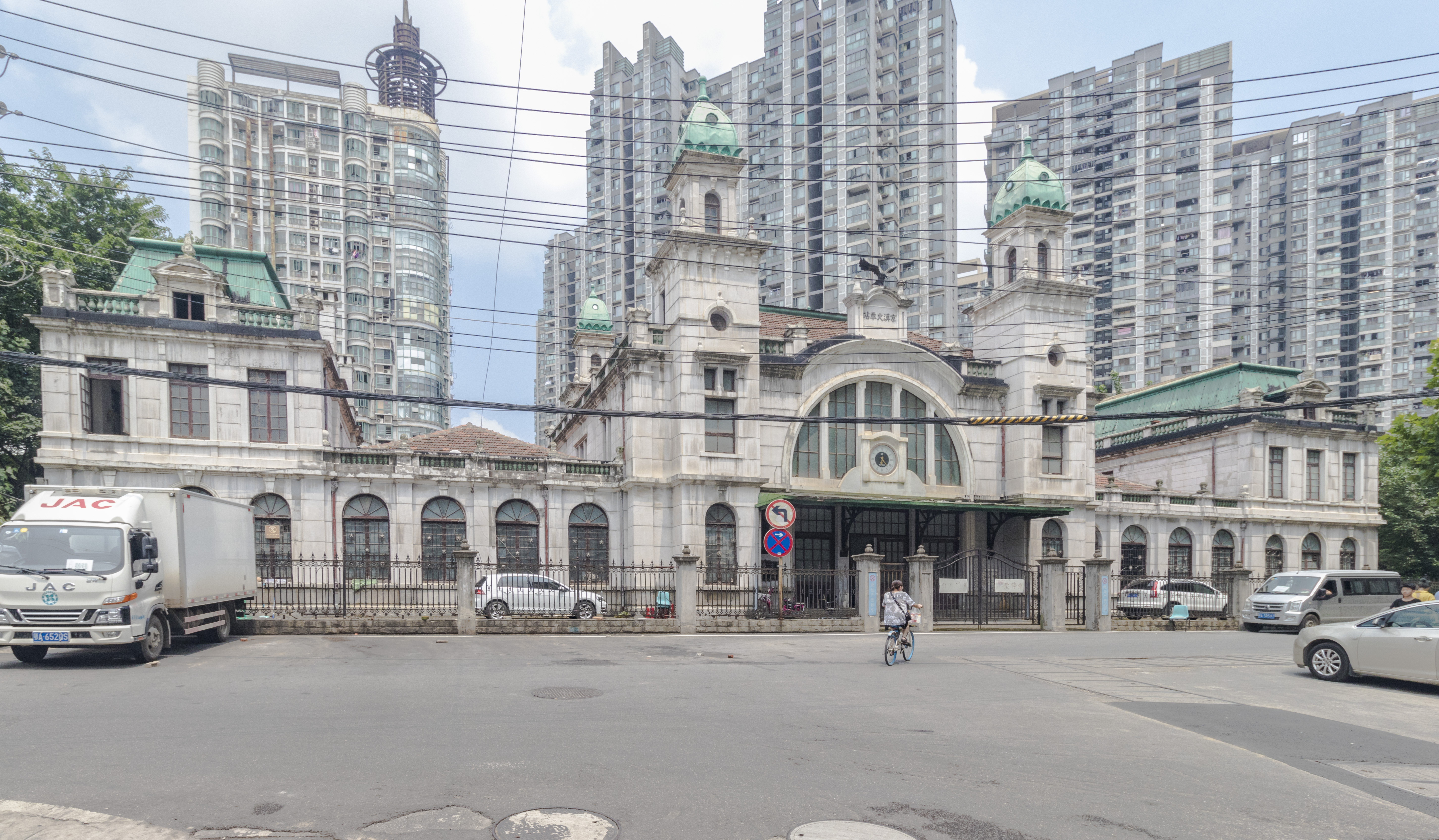
汉口（大智门）站舍
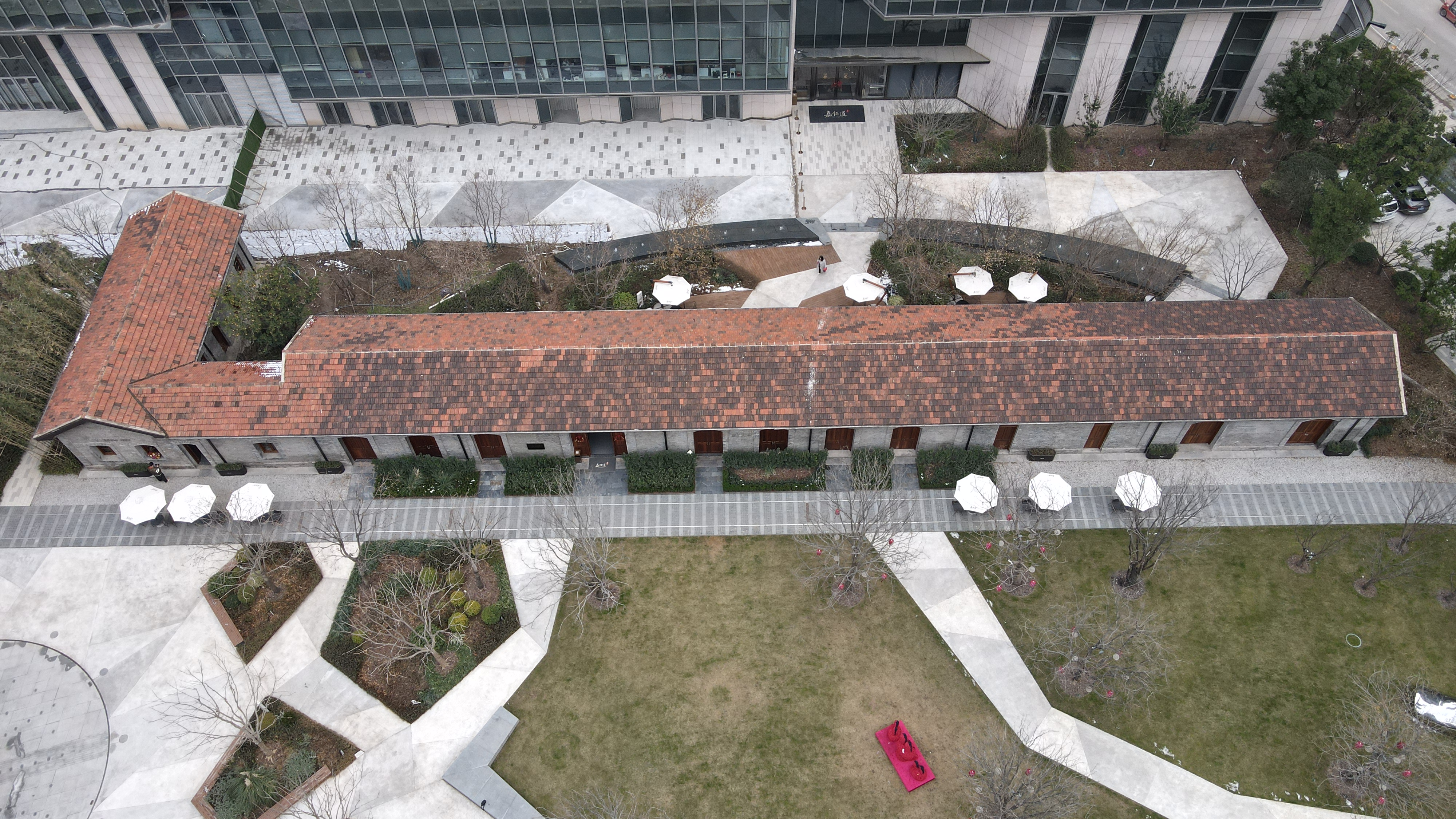
江岸站初代站舍（林祥谦就义处）
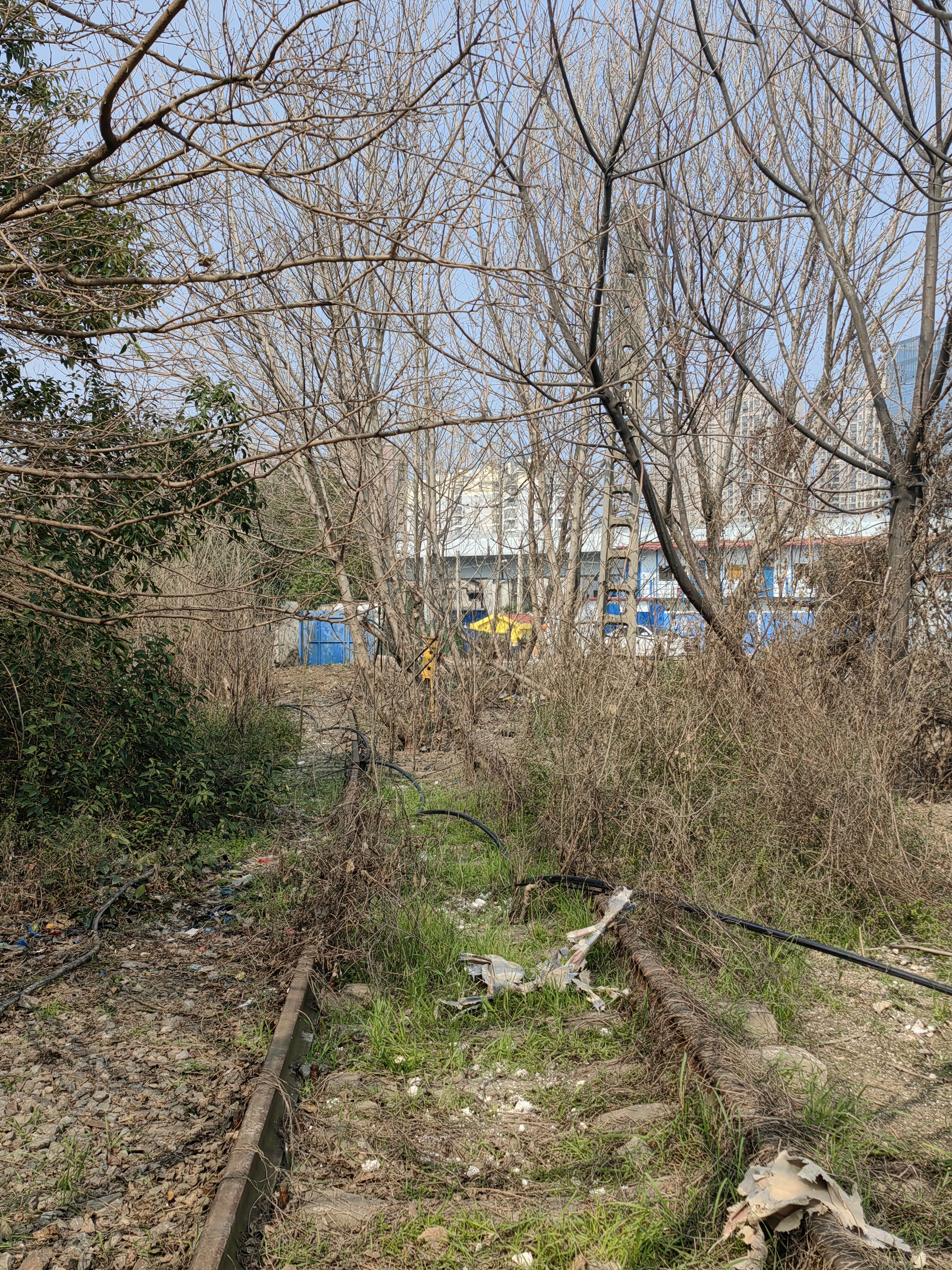
残存的江岸西联络线轨道（2023年）
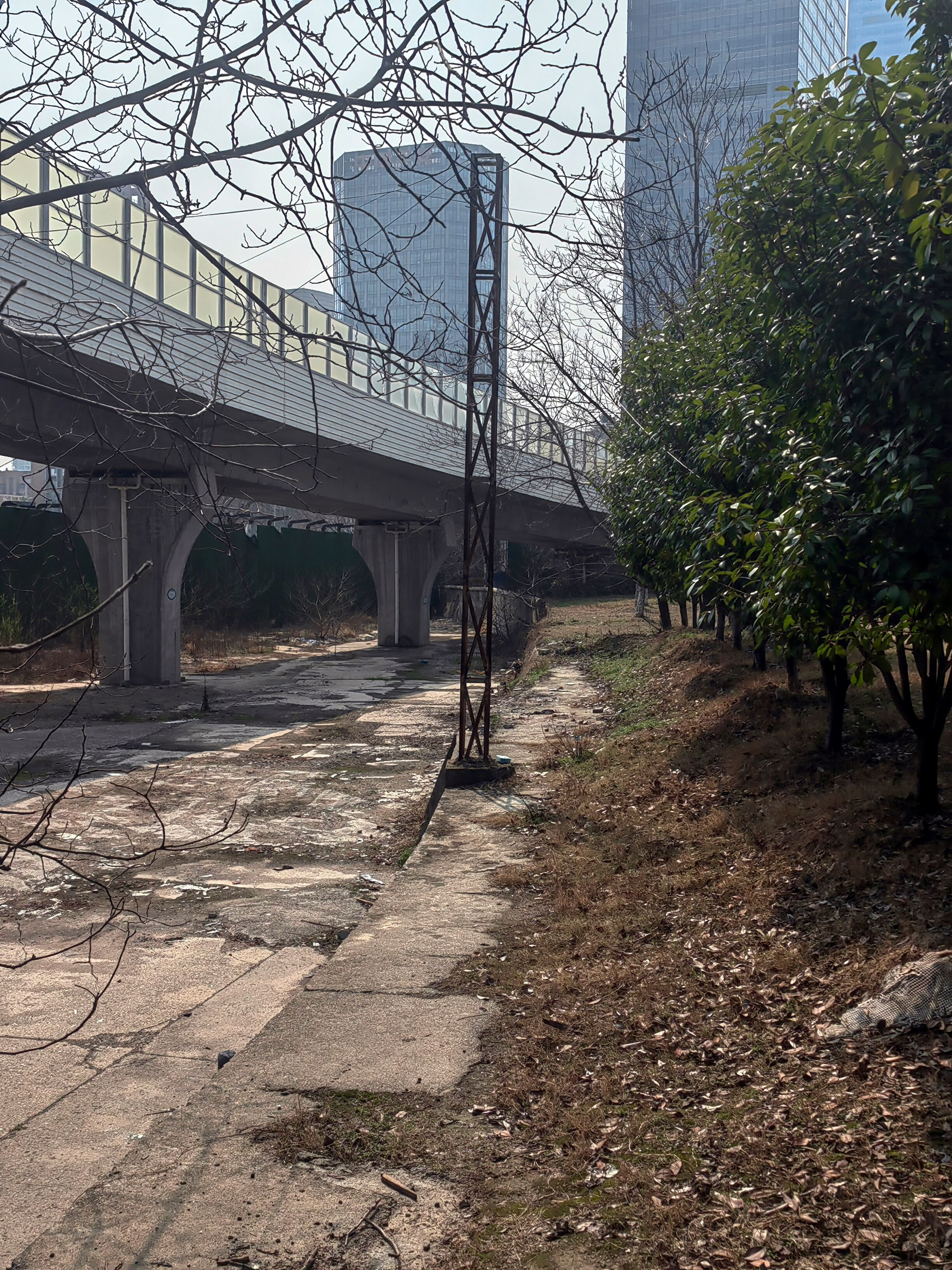
小南区路基边遗留的接触网锚柱（2023年）
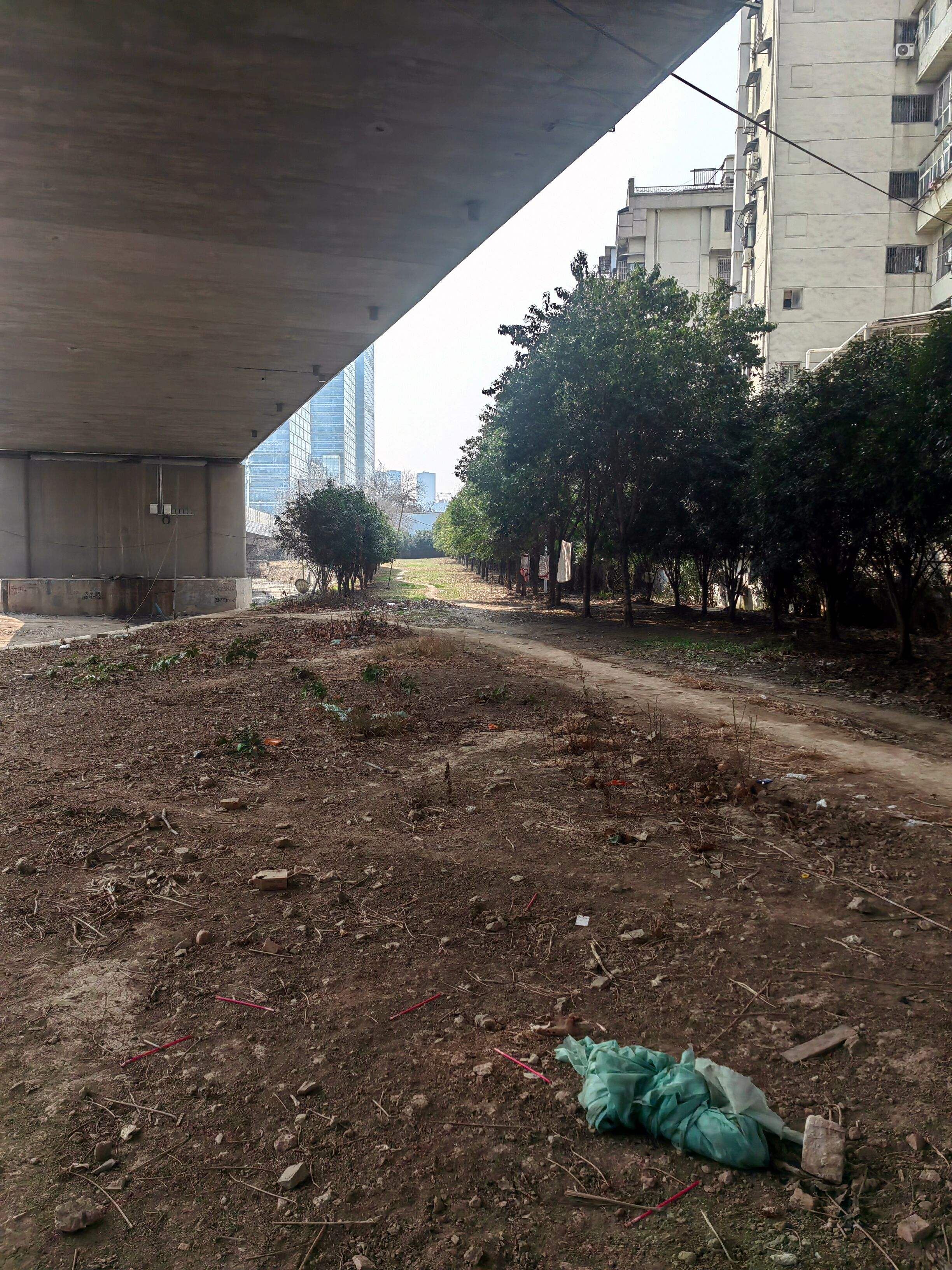
1号线跨线大桥下的江岸站南咽喉及小南区路基遗址（2023年）

## 注
1. ↑  《汉口租界志》《江岸区志》载为1898年。
2. ↑  《江岸车站志》载为25日，但据诸多抗日战争史料，25日傍晚日军仅突破堤角地带，直到次日近午时分才占领江岸站，此处认定《江岸车站志》记载有误。
3. ↑  彼时由于复线未修，因此也并未设置汉水桥线路所，上行车辆经由汉口迂回线或京广正线需要在汉阳站调度。
4. ↑  就循礼门站的建成时间数个文献都出现了严重冲突，《武汉铁路分局志》载为1916年，《汉口车站志》载为1898年，《江岸区志》载为1932年。但根据其它文献对比，循礼门站是汉口四站里修建最晚者，因此不可能是和江岸站以及玉带门站同时期的产物，因此认定1898年为误。
5. ↑  原大智门站场称汉口车站客场，原循礼门站站场称汉口车站循礼门货场。